# Berta Wilhelmi
Berta Wilhelmi (Heilbronn, Alemania, 1858 - Granada, España, 29 de julio de 1934) fue una empresaria, educadora, filántropa y feminista española. 
En 1890 fue premiada por la Real Sociedad Económica de Amigos del País de Granada por su Memoria sobre las primeras Colonias Escolares en la provincia de Granada. 
Participó en el Congreso Pedagógico de 1892, luchando por la igualdad entre hombres y mujeres. 
Se dedicó a ayudar a los enfermos y creó pequeños centros acomodados para albergarlos y curarlos. En 1919, puso en marcha el Patronato Antituberculoso de la Alfaguara (Granada).

## Biografía
Nació en Heilbronn (Alemania) en 1858. Cuando apenas tenía 12 años, se ve obligada a trasladarse a Granada (España), junto a su familia. Su padre, Fernando Wilhelmi, y su madre, Carolina Henrich, eran los dueños de la fábrica de papel de Heilbronn, hasta que esta quedó devastada a consecuencia de un incendio, siendo este el motivo de traslado de la familia a Granada.
Cuando llegan a Granada, deciden construir una fábrica similar de papel en el Paseo de la Bomba de Granada. La fábrica estuvo allí por poco tiempo pues descubrieron que la zona de “El Blanqueo”, la zona que hoy se conoce como Pinos Genil, era mucho mejor. ”El Blanqueo” resultaba muy adecuada porque en esa zona de la vega se encontraban plantaciones de álamos, muy útiles para hacer pasta de papel. A partir de ese momento, la familia se instaló en Pinos de Genil para comenzar su nueva vida.
En el periodo de los años 1892-1893, el padre de Berta Wilhelmi, Fernando, fue declarado Cónsul de Alemania en Granada.

### Vida personal
En 1876 se casó con Fernando de Dávila Zea, 20 años mayor que ella, perteneciente a la familia granadina los de Ponce de León. Tres años más tarde dio a luz a sus dos primeros hijos: Luis y Berta. No se tienen datos exactos de cuándo terminó este primer matrimonio pero, en 1912 vuelve a contraer matrimonio con Eduardo Domínguez, encargado de la fábrica de papel higiénico que su familia tenía en Pinos Genil.
Berta Wilhelmi comenzó a relacionarse con la Institución Libre de Enseñanza a partir de que varios acontecimientos. Así por ejemplo hizo donaciones a la Institución Libre de Enseñanza, participó en la organización de la 1ª Colonia Escolar de esta institución, y asistió al Congreso Pedagógico organizado por ellos en 1892. A la vez que todas estas obras iban forjando la carrera de la autora, establece relaciones de estrecha amistad con Fernando de los Ríos a partir de 1911  y con Hermenegildo Giner de los Ríos.
Berta Wilhelmi pertenecía, junto con otras amistades suyas (Hermenegildo Giner, Joaquín Maurell o José Aguilera) al Partido Radical. La ideología radical de Berta cambiará a medida que su relación con Fernando de los Ríos iba siendo más estrecha, ya que este se afilió al PSOE, partido de centro izquierda, en 1919 y eso supuso que ella también se aproximase a esta posición política.
En 1890 es premiada por la Memoria que realizó en 1889 sobre la 1ª Colonia Escolar Granadina, por la Real Sociedad Económica de Amigos del País de Granada. En ella se puede encontrar qué personajes participaron en este proyecto, cuáles fueron los objetivos,si se consiguieron y cómo se llevaron a cabo. Esta memoria fue publicada por el B.I.L.E. en 1891.
El 6 de marzo de 1896, el padre de Berta Wilhelmi, fallece. El socio de su padre de la fábrica de papel, Luis Lemmé, que había muerto 5 años antes, había dejado  también como heredera a Berta así que a partir de este momento ella se hará cargo de la fábrica.
En 1912 creó la primera escuela mixta en Pinos Genil y una biblioteca popular con más de 600 volúmenes donados por ella al Ayuntamiento.
Al separarse de su último marido, Eduardo Domínguez, pasa sus últimos años viviendo con su hija Berta y su sobrina, Emma Wilhelmi.
En 1931 sufre un infarto cerebral que le impedirá seguir trabajando activamente hasta su muerte que tuvo lugar el 29 de julio de 1934.

## Obra de Berta Wilhelmi
Desde que llegó a Granada dedicó la carrera de su vida a ayudar a aquellos más desfavorecidos desde niños, adultos, y personas mayores.
Construyó escuelas, tanto en la época de invierno como la de verano, con grupo reducidos de niños. También creó pequeños “centros de salud” utilizando casas o apartamentos de su propiedad para equiparlos de todos los materiales necesarios para de enfermos de tuberculosis.
El objetivo de Berta era llevar a cabo una regeneración de la educación de tal manera que pudiese seguir la línea filantrópica, característica de la burguesía más progresista de la época. Este carácter filantrópico por parte de la autora, era fruto de su interés en las obras de Pestalozzi, Froebel, Basedow… ya que para estos autores, la filantropía era la unión del conocimiento sensible con el medio natural.
Berta se encargó de organizar la Primera Colonia escolar, localizada en Almuñécar (Granada) con la ayuda de Cayetano del Castillo y el Excelentísimo Señor Conde de las Infantas como director, Vicente Fernández Capada como Presidente de la Diputación, Rafael Ruiz Victoria como Alcalde Presidente del Ayuntamiento de Granada, Berta Wilhelmi de Dávila y Antonio González Prats como autores de esta primera Memoria.

Según apuntaba Berta Wilhelmi en la Memoria de esta Primera Colonia, explicando el porqué de la elección de Almuñécar (Granada) como localización:
“Almuñécar punto propuesto para residencia de la Colonia, fue aceptado por la Junta  por reunir mejores condiciones que ningún otro del litoral de la    provincia. Siendo el niño en gran parte la obra del medio en que desarrolla su vida, nada puede influir mejor y más poderosamente en él que un cambio tan radical como favorable en todas las condiciones de esta”
La finalidad de estas colonias escolares era mejorar la salud y las condiciones higiénicas de los niños más desfavorecidos. Todas las actividades, los objetivos y los resultados de estas colonias se recogieron en unas Memorias con la que obtuvo el premio en 1890. En ellas destacan la importancia del aire puro del campo o cerca de la playa, la convivencia, el aprendizaje de diferente manera a una escuela común, atención más especializada por la menor cantidad de niños, etc.
Esta primera Colonia significó una gran ayuda para los más desfavorecidos y por ello la Reina regente, María Cristina de Habsburgo, decidió contribuir todo lo posible en este proyecto.
En 1892, Berta Wilhelmi dirigió la Sociedad de la tercera Colonia de Vacaciones de Granada, a la que acudieron un total de 19 niños.
La escuela mixta y la biblioteca que fundó en Pinos Genil se inauguraron en 1913. Hoy en día la biblioteca sigue conservándose, aunque la biblioteca para adultos, anexa a la biblioteca para niños, aquella que albergaba 600 volúmenes perfectamente encuadernados, se ha perdido. Hoy en día, no queda nada de aquellos libros.
La muerte de un hermano de Berta Wihelmi por tuberculosis la llevó a promover varios sanatorios donde ofrecer el aire limpio que necesitaban los pacientes. El primer sanatorio se puso en funcionamiento en 1919 en su propia casa, “Las Acacias”, situada en El Purche, en el término municipal de Monachil, donde atendió a ocho enfermas de tuberculosis con ayuda del médico José Blasco Reta. Posteriormente, tras crearse el Patronato Antituberculoso de la Alfaguara, se inauguró en 1923 el Sanatorio y Dispensario de la Alfaguara, que a día de hoy se encuentra en ruinas.
En 1924 el Patronato tuvo la idea de organizar un espacio preventorio para albergar a niños y niñas. Este proyecto tuvo un gran éxito y fue presentado en la Memoria presentada en el II Congreso Nacional de Medicina.
En 1926, el hijo de Berta, Luis Dávila, fallecerá en un accidente de aviación. Era piloto de aviación y en honor a él, se inauguró un Pabellón, en el parque del Sanatorio, con su nombre. Este Pabellón albergó espacio para 10 niños y niñas.
Ella también cuenta actualmente con un edificio cultural y educativo: Liceo Cultural de Barrio Berta Wilhelmi a 1 km de la Alhambra. En este liceo se organizan cursos de teatro, de yoga, de tango, de narración y expresión…
En torno a 1984, 50 años después de la muerte de Berta, la casa familiar, que se encontraba en Paseo del Salón (Granada), iba a ser derribada. En el interior de la casa se hallaba una fuente pilar que fue donada por la familia a la ciudad de Granada.  La fuente de Berta Wilhelmi se encuentra terminando la Calle Gran Vía y empezando la Avenida del Hospicio.

## La conexión feminista de la autora
El feminismo en España, desde finales de 1800 hasta principios de 1900, tuvo un periodo de consolidación, hasta que en 1918 se fundó la ANME (Asociación Nacional de Mujeres Españolas), marcando un antes y un después en la lucha por la igualdad.
Concepción Arenal, Emilia Pardo Bazán o Rafael Torres Campos, junto a Berta Wilhelmi, formaban parte de ese feminismo minoritario español que estaba fraguándose. Perseguían el reconocimiento de los derechos de la mujer, conceder a las mujeres la misma educación que a los hombres.

Berta Wilhelmi, siguiendo los pasos de Emilia Pardo Bazán, dará un discurso en el Congreso Pedagógico de 1892, defendiendo la igualdad entre hombres y mujeres: 
“La igualdad entre ambos sexos en cuanto al derecho de buscarse los medios de subsistencia necesarios para la vida… derecho de gobernarse por sí y de tomar parte en las cuestiones sociales”
Su postura feminista era clara y firme: la mujer solo pedía justamente ser tratada igual que hombre:          
“Si la mujer pide por derecho propio el ejercicio de todas las profesiones, participar en las conquistas de la ciencia, cooperar a la solución de los problemas sociales, creemos que pide lo justo: pide la rehabilitación de media humanidad”
Para ella el cristianismo es la explicación a la situación de inferioridad que sufren las mujeres frente a los hombres en el siglo XX, pero confía en que estos parámetros sociales pueden cambiar porque el ser humano está sometido a un proceso de evolución.
En 1892, durante la celebración del Congreso Pedagógico Hispano- Portugués, Berta expuso su Memoria y datos estadísticos sobre la aptitud de la mujer para todas las profesiones.
A partir de este Congreso, el único objetivo de Berta Wilhelmi era visibilizar la figura de la mujer, la importancia de equiparar a ambos sexos frente a la sociedad y de defender a través de datos estadísticos, que la mujer está capacitada para realizar las mismas actividades que el hombre.  A pesar de sus palabras durante aquel día, la propuesta de la autora, de ofrecer a la mujer los medios necesarios para desarrollarse en todos los campos educativos al igual que hombre, fue rechazada.